# Bocas del Pauto
Bocas del Pauto es un centro poblado del municipio de Trinidad, en el departamento colombiano de Casanare. Se encuentra ubicado a orillas del río Meta, sobre la desembocadura del Río Pauto. 
Allí se celebra las fiestas ecoturísticas: "Vamos Pal Pauto" en el mes de febrero, que incluye eventos culturales como coleo, danza del joropo y muchos más.
Fundado en 1962, el poblado de Bocas del Pauto cuenta hoy en día con aproximadamente 1200 habitantes. Está el colegio Rafael García Herreros, además de una parroquia: Sagrado Corazón de Bocas del Pauto, perteneciente a la jurisdicción eclesiástica del Vicariato apostólico de Trinidad que administran los Religiosos Agustinos Recoletos desde el año 1999.

## División Político-Administrativa
Lo conforman las veredas Bocas del Pauto, Cafifi, Los Patos, Porvenir de Guachiría, Santa María del Loro y Zambranero. 